# Slovak Airlines

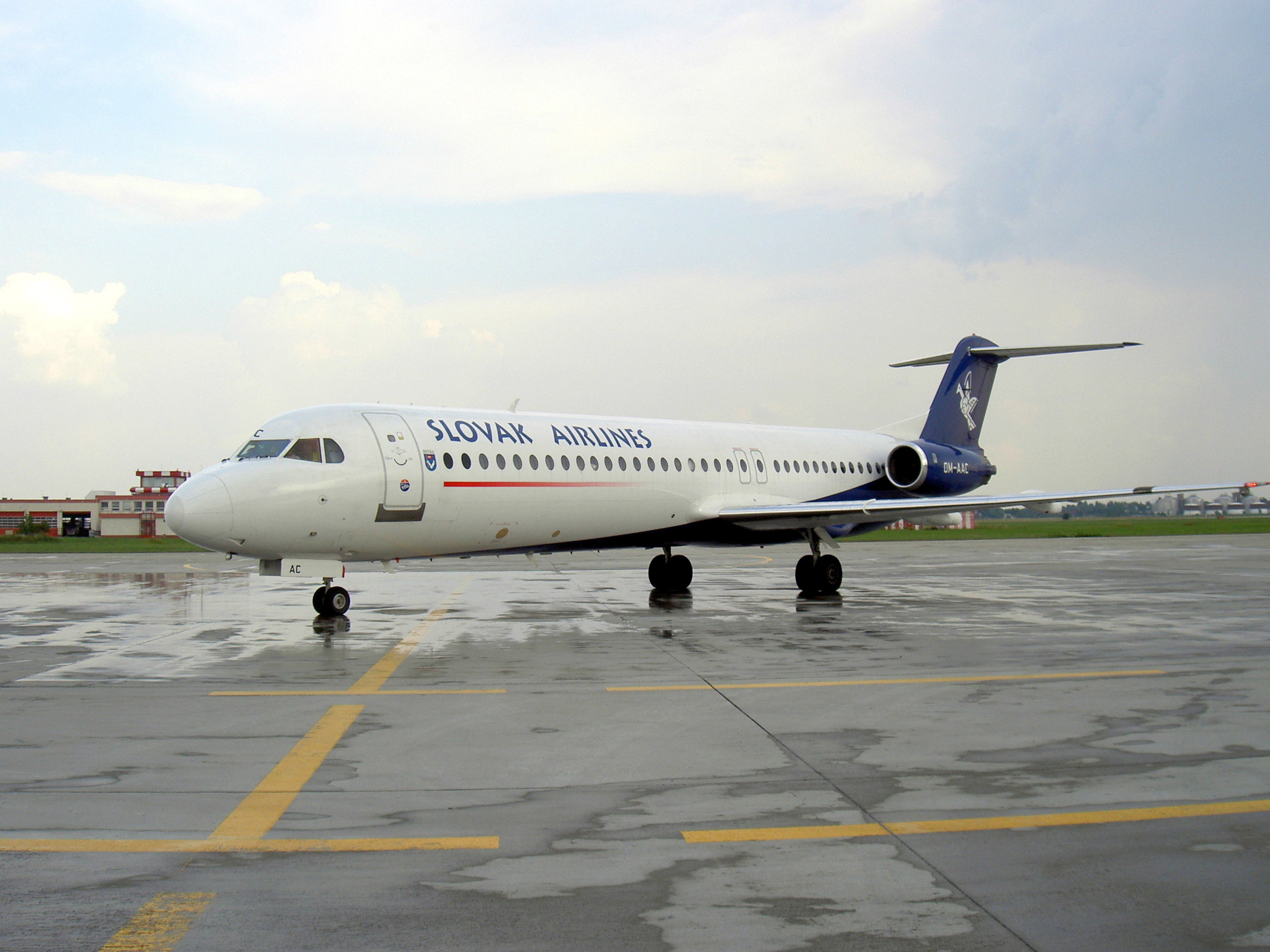
Fokker 100 van Slovak Airline

Slovak Airlines is een voormalige Slowaakse luchtvaartmaatschappij. De officiële naam van deze maatschappij was Slovenské aerolínie a.s. In maart 2007 werd de maatschappij failliet verklaard.
De maatschappij ontstond doordat de staat Tsjechoslowakije in twee verschillende landen uiteen ging, namelijk in Tsjechië en in Slowakije. Hierdoor viel voor Slowakije de nationale luchtvaartmaatschappij CSA weg, omdat deze zijn hoofdkwartier in het Tsjechische Praag had. Hierdoor moest er vanuit de nieuwe hoofdstad Bratislava een nationale luchtvaartmaatschappij komen. In 1995 werd de maatschappij opgericht en op 1 mei 1998 vond de eerste vlucht naar Moskou plaats. Het eerste toestel van de maatschappij was een TU-154M.
De maatschappij vloog vanuit Bratislava (Pressburg) lijndienstvluchten naar Brussel, Londen, Warschau, Parijs en Moskou. De grootste business waren echter de chartervluchten naar Griekenland, Turkije, Spanje en Frankrijk. In 2003 vervoerde men 220.000 passagiers.
Slovak Airlines vormde sinds juli 2004 een onderdeel van de Austrian Airlines Group. De maatschappij stond op het punt van faillissement, maar dit werd voorkomen door een financiële injectie van de Austrian groep van 5 miljoen euro op 28 september 2004. In maart 2007 viel het doek uiteindelijk toch voor de maatschappij en werd het faillissement uitgesproken.

## Voormalige vloot
- 2 Boeing 737-300 (OM-AAD en OM-AAE)
- 3 Tupolevs, type Tu-154M (OM-AAA (Púchov), OM-AAB (Gerlach) en OM-AAC (Detva))
- 1 Saab 340 (OM-BAA)
- 1 Boeing 767-200 (OM-NSH)
- 1 Boeing 737-300 (OM-AAA)
- 2 Fokker 100 (OE-LVG)